# Manchester Monarchs (2001–2015)
Manchester Monarchs var ett ishockeylag som spelade i American Hockey League (AHL) mellan 2001 och 2015, när de flyttades till Ontario i Kalifornien och blev Ontario Reign.
De kom ifrån Manchester, New Hampshire och spelade i Verizon Wireless Arena. Monarchs var farmarlag till Los Angeles Kings.